# Яків Розенфельд
Яків Розенфельд (нім. Jakob Rosenfeld) відомий в Китаї як генерал Ло або Ло Шенте (кит. трад. 羅生特, упр. 罗生特, пиньинь: Luó Shēngtè; 1903—1952) — австрійський лікар єврейського походження, учасник Японсько-китайської війни, міністр охорони здоров'я у тимчасовому революційному уряді Китаю.

## Біографія
Народився 11 січня 1903 Лемберзі (нині місто Львів, Україна) в родині офіцера австро-угорської армії, службовця 7-го уланського полку. У 1910 році сім'я Розенфельд переїхала у Веллерсдорф у Нижній Австрії, де його мати успадкувала сільськогосподарську ферму. Молодий Яків навчався в школі у Вінер-Нойштадт, а в 1921 році почав вивчати медицину. У 1928 році отримав диплом доктора і почав займатися медичною діяльністю, спеціалізуючись як гінеколог. Протягом декількох років здобув популярність і визнання як лікар, а його кабінет в центрі Відня не знав відбою від відвідувачів.
Доктор Розенфельд симпатизував соціал-демократам. Після аншлюсу Австрії намагався втекти з Відня, але був схоплений гестапо. Яків був ув'язнений у концтаборі в Дахау, а потім у Бухенвальді. В кінці 1939 року було звільнено з умовою протягом 14 днів залишити територію Третього Рейху.
Розенфельд скористався єдиною доступною можливістю покинути Німеччину без візи і відправився в Шанхай. В районі для іноземців відкрив свою клініку. У кафе «Фіакр» він познайомився з Сун Цінлін, вдовою Сунь Ятсена. У Шанхаї він встановив контакт з китайськими комуністами і вирішив взяти участь в боротьбі з японцями. Розенфельд в 1941 році вирішив вступити до лав Нової четвертої армії Мао Цзедуна. Був польовим лікарем, прищеплював китайським медикам знання про гігієну і сучасній медицині. Після зведення в генеральський чин Розенфельд увійшов до еліти ЦК КПК. Особливо близький він був з Лю Шаоци і Чень І, - майбутніми головою і міністром закордонних справ КНР відповідно. Останньою військової посадою, яку займав генерал Ло, був пост командувача медичним корпусом Китайської народної армії.
У 1947 році обіймав посаду міністра охорони здоров'я у тимчасовий революційний уряд Китаю.
Після перемоги китайської революції приїхав до Відня, але не знайшов там нікого з родичів. До того ж почалися проблеми зі здоров'ям. Влітку 1951 переїхав до Ізраїлю, де почав працювати в лікарні в Тель-Авіві. Довго чекав оформлення візи на повернення в Китай, яку отримав на початку 1952 року, але виїхати туди вже не встиг.
22 квітня 1952 року доктор Яків Розенфельд помер в Тель-Авіві від серцевого нападу.

### Пам'ять
На честь генерала Ло поставлений пам'ятник і названа лікарня в повіті Інань (Ліньі, в Шаньдуні).
Його ім'ям названа вулиця і випущена серія з трьох марок КНР з його портретом.
У Національному музеї Китаю в Пекіні Розенфельду присвячена ціла експозиція, загальною площею 800 квадратних метрів. Експозицію було відкрито Головою КНР Ху Цзіньтао.
Щоденник, який він вів з весни 1941 до 1 жовтня 1949 року, коли була проголошена Китайська Народна Республіка, опублікований зусиллями його сестри.

## Публікації
- Jakob Rosenfeld. Ich kannte sie alle. Tagebücher aus China 1941—1949 / Ann Margaret Frija-Rosenfeld, Gerd Kaminski (англ.)русск.. — Löcker-Verlag, 2002. — 230 S. — ISBN 3-85409-363-2.